# Cerro Mono Pelado
A Cerro Mono Pelado vagy Cerro Mono Pelón (nevének jelentése: „kopasz/megkopasztott majom csúcs”) egy hegy, amely három  mexikói tagállam, Tabasco, Chiapas és Veracruz határán emelkedik. Hogy a legmagasabb csúcspont éppen melyik államhoz tartozik, arról különböző források különbözőképpen írnak. Ha Tabascóhoz tartozik, akkor a maga 1000 méter körüli magasságával ez az állam legmagasabb pontja.
Csúcsán egy régi, betonból készült határkő található, amelyen a következő felirat olvasható: „Departamento geográfico militar 1963”, vagyis „Katonai földrajzi osztály, 1963”. Ezt még Carlos Alberto Madrazo Becerra tabascói kormányzó állíttatta Samuel León Brindis chiapasi kormányzó közreműködésével. Ezekben az időkben a két állam között egy mintegy 20 000 hektáros terület miatt határviták folytak.